# Журавка (Середино-Будский район)
Журавка (укр. Журавка) — село,
Очкинский сельский совет,
Середино-Будский район,
Сумская область,
Украина.
Код КОАТУУ — 5924484402. Население по переписи 2001 года составляло 315 человек .

## Географическое положение
Село Журавка находится на правом берегу реки Свига, которая через 4 км впадает в реку Десна.
На расстоянии в 2,5 км расположено село Очкино.
Река в этом месте извилистая, образует лиманы, старицы и заболоченные озёра.

## История
Журавка была основана известным представителем украинской казацкой старшины Лукьяном Ивановичем Жоравко, который с 1693 по 1709 гг. служил новгородским сотником, а с 1709 по 1719 гг. стародубским полковником, и со дня основания называлась его именем: Лукьяновка (Жоравка) – 1729 г., Журавка (Лукьяновка) – 1765–1768 гг., Жоравка – 1750, 1779–1781 гг., Журавка – 1799–1801, 1859, 1892, 1897, 1901, 1913, 1917 гг.
Точное время основания Журавки неизвестно. По мнению А.М. Лазаревского, она была поселена слободой в конце XVII века, когда Лукьян Жоравко был у гетмана Мазепы управляющим его «замком батуринским». Аналогичной точки зрения придерживался и А.И. Ханенко. Их выводы основывались на показаниях местных жителей, которые в ходе Генерального следствия о маетностях Стародубского полка утверждали, что их село «осадил Лукьян Жоравко, будучи у гетмана Мазепы господарем».
Однако кроме журавских жителей, в ходе Генерального следствия была опрошена и невестка основателя села – Анна Павловна Жоравко, которая утверждала, что Журавка была поселена слободой её свекром «ещё за гетмана Ивана Самойловича, за позволением его, при покупке мельниц на реке Свиге и части земель».
Её показания, на наш взгляд, заслуживают большего доверия, поскольку она была лично знакома с Лукьяном Ивановичем и могла слышать от него историю основания села. Однако однозначно утверждать, что её показания более правдивы, чем показания местных жителей, мы не можем, поскольку у нас для этого нет оснований.
Наличие противоречий в показаниях журавских жителей лишают нас возможности определить и точное время основания Журавки, поскольку она могла быть поселена как в 1672–1687 гг., когда гетманом Войска Запорожского на Левобережной Украине был Иван Самойлович, так и в 1687–1693 гг., когда Лукьян Жоравко занимал должность управляющего Батуринским замком.
Какого-либо разрешения на поселение Журавки у Лукьяна Ивановича не было. Это следует из того, что уже через несколько дней после сдачи им Новгорода-Северского русской армии он обратился к Петру I и попросил выдать ему жалованную грамоту на «собственные его деревни Лукьяновку и Боровичи». Пётр I его просьбу удовлетворил и в знак благодарности за оказанную помощь назначил его стародубским полковником и пожаловал ему в ноябре 1708 года «и жене его, и детям, и потомству в утверждение» село Журавку, с мельницами, пашнями, сенокосами и рощами, которые 12 марта 1710 года были закреплены за ним универсалом гетмана И. Скоропадского.
Летом 1719 года Лукьян Жоравко умер. Незадолго до смерти он подарил Журавку своему сыну от первого брака бунчуковому товарищу Григорию Лукьяновичу Жоравко (? – 23.04.1724), который по оборонному универсалу от 14 августа 1719 года владел в ней 15 дворами и 24 хатами (1723).
После смерти Григория Лукьяновича, которая наступила 23 апреля 1724 года, его журавские владения унаследовала его жена Анна Павловна Жоравко (? – 13.04.1731), дочь наказного гетмана Павла Полуботка176, а от неё они перешли к её единственной дочери Марии Григорьевне Жоравко (? – до 1749).
23 января 1732 года Мария Григорьевна вышла замуж за мглинского сотника Максима Михайловича Турковского (? – до 1754) и передала ему в приданое село Журавку с хутором Журавским, пасеку и мельницу на реке Свиге и другое недвижимое имущество, которое 29 апреля 1732 года было закреплено за ним универсалом гетмана Апостола.
Однако детей от брака у неё не было, и после её смерти всё приданое имущество было возвращено её ближайшим родственникам – двоюродным братьям Ивану Тимофеевичу и Антону Тимофеевичу Жоравко, которые в 1748 году добровольно разделили между собой указанные и другие владения, а 14 декабря 1749 года получили на них подтвердительную царскую грамоту. Село Журавка с Журавским хутором достались по указанному разделу Ивану Тимофеевичу Жоравко, генеральному есаулу (1765–1781) и члену Малороссийской коллегии с 1771 по 1782 гг.
На момент проведения Румянцевской описи Малороссии 1765–1768 гг. И.Т. Жоравко владел в Журавке 43 дворами и 3 бездворными хатами, а в 1779–1781 гг. – 51 двором и 57 хатами. В указанное время в селе проживало 60 обывателей со своими семьями, большинство из которых занимались выращиванием конопли и других сельскохозяйственных культур.
После смерти И.Т. Жоравко, которая наступила после 1792 года, все его владения в Черниговской губернии унаследовала единственная дочь Наталья Ивановна Покорская-Жоравко (7.07.1749 – после 1811), а от неё они перешли к её сыновьям Ивану Ивановичу Покорскому-Жоравко и Фёдору Ивановичу Покорскому-Жоравко.
По преданию, в начале 30-х годов XIX века Покорские-Жоравко продали Журавку очкинскому помещику Михаилу Осиповичу Судиенко, который в 1860 году владел в ней 257 крепостными мужского пола.
В ходе крестьянской реформы 1861 года все судиенковские крепостные получили свободу и небольшие участки земли, а большая и лучшая часть земель осталась в собственности М.О. Судиенко, который выращивал на них коноплю и другие сельскохозяйственные культуры и сдавал землю в аренду местным жителям.
После смерти М.О. Судиенко, наступившей 8 сентября 1871 года, его журавские владения унаследовал его младший сын Александр Михайлович Судиенко (28.07.1832 – 12.04.1882), а от него они перешли к его сыновьям – Евгению Александровичу Судиенко (25.05.1870 – 1919) и Георгию Александровичу Судиенко (21.06.1872 – после 1930), которые владели ими до 1917 года.
Журавские крестьяне испытывали притеснения со стороны местных помещиков и в 1905–1907 гг. выступали против них с экономическими требованиями, а весной 1917 года захватили пастбища Судиенко и стали самовольно выпасать на них скот.
В пореформенное время в Журавке работали 2 водяных мельницы и 1 крупорушка, а в конце ХІХ – начале XX века – мукомольный и сукновальный завод предпринимателя Александра Викторовича Гарбузова, который производил масла, муки и сукна более чем на 13000 руб. в год. В 1912 году мукомольная мельница и крупорушка находились в собственности богатого журавского крестьянина Кирилла Демидовича Чухно и приносили ему около 1000 руб. прибыли в год.
Издавна, до проведения Румянцевской описи Малороссии 1765–1768 гг., в Журавке уже действовала Ильинская церковь деревянной постройки, в которой в 1779–1781 гг. служил один священник и два причетника. К началу 80-х годов позапрошлого века она обветшала, и в 1884 году на её месте была построена новая деревянная церковь, в которой в разное время служили Виктор Волынский (? – 1863 – ?), Иоанн Левицкий (? – 1899 – ?) и другие священники.
Согласно расписанию приходов и причтов Черниговской епархии от 17 января 1876 года, Ильинская церковь входила в состав Очкино-Журавского прихода, настоятелем которого в 1879 году был священник Успенской церкви села Очкино Иоанн Левицкий.
В январе 1918 года в Журавке была установлена советская власть. Вскоре после этого церковь закрыли, а в 1921 году сожгли.
В 1893 году в селе была открыта школа грамоты, в которой в начале 1890-х годов преподавал семинарист Черниговской духовной семинарии Герасименко, а в 1896 году одноклассная церковно-приходская школа, в которой 1 января 1899 года обучалось 23 мальчика и 2 девочки. Церковно-приходская школа находилась в деревянной пристройке к церкви и состояла из одной классной комнаты, посередине которой был установлен длинный стол, служивший партой для всех учащихся.

## Экономика
- Молочно-товарная ферма.